# Pontus Wernbloom
Pontus Anders Mikael Wernbloom (Pronunciació en suec: 'vɛːɳ'blʊm; nascut el 25 de juny de 1986 a Kungälv, Bohuslän) és un futbolista professional suec ja retirat. És considerat pels aficionats com un migcampista potent i sense por, tant hàbil en el joc aeri com amb els peus. Té com a renom 'Il Grande Pontus' (literalment 'El Gran Pontus') segurament degut al seu físic.

## Estadístiques

### Club
A maig de 2016
| Club          | Temporada     | Lliga   | Lliga | Copa1   | Copa1 | Copa de la Lliga | Copa de la Lliga | Continental2 | Continental2 | Altres3 | Altres3 | Total   | Total |
| Club          | Temporada     | Partits | Gols  | Partits | Gols  | Partits          | Gols             | Partits      | Gols         | Partits | Gols    | Partits | Gols  |
| ------------- | ------------- | ------- | ----- | ------- | ----- | ---------------- | ---------------- | ------------ | ------------ | ------- | ------- | ------- | ----- |
| IFK Göteborg  | 2005          | 7       | 1     |         |       | -                | -                | 3            | 0            | -       | -       | 10      | 1     |
| IFK Göteborg  | 2006          | 24      | 6     |         |       | -                | -                | 2            | 0            | -       | -       | 26      | 6     |
| IFK Göteborg  | 2007          | 24      | 6     |         |       | -                | -                | -            | -            | -       | -       | 24      | 6     |
| IFK Göteborg  | 2008          | 26      | 8     |         |       | -                | -                | 3            | 2            | 1       | 0       | 30      | 10    |
| IFK Göteborg  | 2009          | 11      | 5     |         |       | -                | -                | -            | -            | 1       | 0       | 12      | 5     |
| IFK Göteborg  | Total         | 92      | 26    |         |       | -                | -                | 8            | 2            | 2       | 0       | 102     | 28    |
| AZ Alkmaar    | 2009–10       | 23      | 1     | 2       | 0     | -                | -                | 4            | 0            | 1       | 0       | 28      | 1     |
| AZ Alkmaar    | 2010–11       | 29      | 4     | 3       | 1     | -                | -                | 10           | 2            | -       | -       | 42      | 7     |
| AZ Alkmaar    | 2011–12       | 11      | 0     | 2       | 1     | -                | -                | 9            | 4            | -       | -       | 22      | 5     |
| AZ Alkmaar    | Total         | 63      | 5     | 7       | 2     | -                | -                | 23           | 6            | 1       | 0       | 94      | 13    |
| CSKA Moscou   | 2011–12       | 11      | 0     | 0       | 0     | -                | -                | 2            | 1            | -       | -       | 13      | 1     |
| CSKA Moscou   | 2012–13       | 26      | 4     | 4       | 0     | -                | -                | 2            | 0            | -       | -       | 32      | 4     |
| CSKA Moscou   | 2013–14       | 28      | 1     | 1       | 0     | -                | -                | 6            | 0            | 1       | 0       | 36      | 1     |
| CSKA Moscou   | 2014–15       | 25      | 2     | 4       | 0     | -                | -                | 2            | 0            | 1       | 1       | 32      | 3     |
| CSKA Moscou   | 2015–16       | 24      | 3     | 3       | 0     | -                | -                | 10           | 0            | -       | -       | 37      | 3     |
| CSKA Moscou   | Total         | 114     | 10    | 12      | 0     | -                | -                | 22           | 1            | 2       | 1       | 150     | 12    |
| Total carrera | Total carrera | 269     | 41    | 19      | 2     | -                | -                | 53           | 9            | 5       | 1       | 346     | 53    |

¹Inclou Svenska Cupen, KNVB Cup i Copa russa.
²Inclou Lliga de Campions de la UEFA i Lliga Europa de la UEFA.
3Inclou Svenska Supercupen, Johan Cruijff Shield u Supercopa russa.

### Internacional
| Suècia | Suècia  | Suècia |
| Any    | Partits | Gols   |
| ------ | ------- | ------ |
| 2007   | 1       | 0      |
| 2008   | 1       | 0      |
| 2009   | 2       | 0      |
| 2010   | 8       | 2      |
| 2011   | 7       | 0      |
| 2012   | 10      | 0      |
| 2013   | 7       | 0      |
| 2014   | 6       | 0      |
| 2015   | 5       | 0      |
| 2016   | 2       | 0      |
| Total  | 50      | 2      |

A data 29 març 2016

### Gols com a internacional
| #  | Data            | Seu                   | Oponent | Marcador | Resultat | Competició                          |
| -- | --------------- | --------------------- | ------- | -------- | -------- | ----------------------------------- |
| 1. | 3 setembre 2010 | Estadi Råsunda, Solna | Hongria | 1–0      | 2–0      | Classificació per a l'Eurocopa 2012 |
| 2. | 3 setembre 2010 | Estadi Råsunda, Solna | Hongria | 2–0      | 2–0      | Classificació per a l'Eurocopa 2012 |

## Palmarès

### Club
IFK Göteborg
- Allsvenskan (1): 2007
- Svenska Cupen (1): 2008
- Supercupen (1): 2008

AZ
- Johan Cruijff Shield (1): 2009

CSKA Moscou
- Lliga russa (3): 2012–13, 2013–14, 2015–16
- Copa russa (1): 2012–13
- Supercopa russa (2): 2013, 2014